# Cantone di Mazamet-Nord-Est
Il Cantone di Mazamet-Nord-Est era una divisione amministrativa dell'arrondissement di Castres.
È stato soppresso a seguito della riforma complessiva dei cantoni del 2014, che è entrata in vigore con le elezioni dipartimentali del 2015.
Comprendeva parte della città di Mazamet e i comuni di:
- Boissezon
- Payrin-Augmontel
- Pont-de-Larn
- Le Rialet
- Saint-Salvy-de-la-Balme
- Le Vintrou